# کشتی بازیابی ناسا
کشتی بازیابی ناسا (به انگلیسی: NASA recovery ship) یک کشتی است که طول آن ۱۷۶ فوت (۵۴ متر) می‌باشد.